# Dov Amir
Dov Amir (hebräisch דב אמיר; geboren am 15. Mai 1912 in Remscheid als Bernhard Koppel, hebräisch ברנרד קופל; gestorben 8. Mai 1980 in Rischon LeZion) war ein deutsch-israelischer Archivar.

## Leben
Bernhard Koppel nahm ein Jura-Studium an der Universität Köln auf und wurde Mitglied in einem dem Kartell Jüdischer Verbindungen angeschlossenen Studentenverband. Er musste sein Studium nach der Machtübernahme der Nationalsozialisten 1933 abbrechen. Noch im selben Jahr gelang ihm die Alija nach Palästina. Koppel änderte seinen Namen und trat in den Kibbuz En Charod ein. Nach jahrelanger landwirtschaftlicher Arbeit im Wein- und Obstbau wurde er Archivar und Bibliothekar des naturgeschichtlichen Sturman-Museums in En Charod. 1975 zog er nach Rischon LeZion und übernahm 1976 die Pflege des Archivs des Verbandes deutschsprachiger Schriftsteller Israels.
Amir sammelte die biografischen und bibliografischen Daten der aus Europa nach Israel geflüchteten deutschsprachigen Autoren und bereitete eine Publikation vor, die postum erschien. Er veröffentlichte einige pädagogische Schriften zur deutschen Philosophie und zur Landeskunde Israels.

## Schriften
- Vom Rhein bis zum Gilboa. Erinnerungen. Hebräisch. 1953
- Immanuel Kant. Vereinfachte Wiedergabe seiner Kritiken. 1968
- Moses Maimonides (Rambam) und seine Zeitgenossen. 1969
- Der Kibbuz Ein Charod (Ichud) im Rahmen der israelischen Wirklichkeit. En Charod 1970.
- Der Kibbutz Ein Harod - Ichud : sowie allerlei Wissenswertes von Staate Israel und der Kibbutz-Bewegung. En Charod 1970.
- Die Lehre Baruch Spinozas kurz dargestellt. In: Emuna, Israel-Forum. Vereinigte Zeitschriften über Israel und Judentum. 1976, 5/6, S. 29–31.
- Leben und Werk der deutschsprachigen Schriftsteller in Israel. Eine Bio-Bibliographie. K. G. Saur, München 1980, ISBN 3-598-10070-1.